# Marché français
Le Marché français (en anglais : French Market), est un marché et une série de bâtiments commerciaux dans le quartier historique du Vieux carré français de La Nouvelle-Orléans en Louisiane aux États-Unis.

## Présentation
Il s'étend depuis le fleuve Mississippi, vers le secteur aval du quartier français et de la place de Jackson Square, anciennement Place d'Armes, puis vers l'amont en direction de l'ancien Café du Monde (aujourd'hui installé dans le quartier de la Métairie), jusqu'aux échoppes et au marché aux puces en face du bâtiment de la Monnaie de La Nouvelle-Orléans.
L'endroit était déjà un marché en 1791 à l'époque de la Louisiane française, mais les ouragans détruisaient les structures en bois des premiers marchés. Les fondations du marché actuel datent de 1813. Le marché fut restructuré et modernisé en 1930. Les rénovations n'ont jamais cessé. Le Marché français est devenu un lieu touristique.  Le French Market est un marché très coloré avec ses variétés de produits, de fruits et de légumes. La viande était réputée pour sa qualité et sa fraîcheur et sa vente se faisait exclusivement dans la « Halle des Boucheries ». 
Le Marché français  préserve l'héritage et conserve la mémoire des échanges commerciaux entre les premiers colons français et les Amérindiens qui se tenaient dans cette Place d'Armes, espace central de la cité coloniale de La Nouvelle-Orléans.
Tous les dimanches s'y tient le marché aux puces. 
Le Marché français accueille des concerts gratuits dans son édifice. Le French Market abrite les bureaux administratifs du New Orleans Jazz National Historical Park.
Le Marché français est inscrit sur le parcours du Sentier de l'héritage afro-américain de la Louisiane (en anglais : Louisiana African American Heritage Trail).

## Galerie

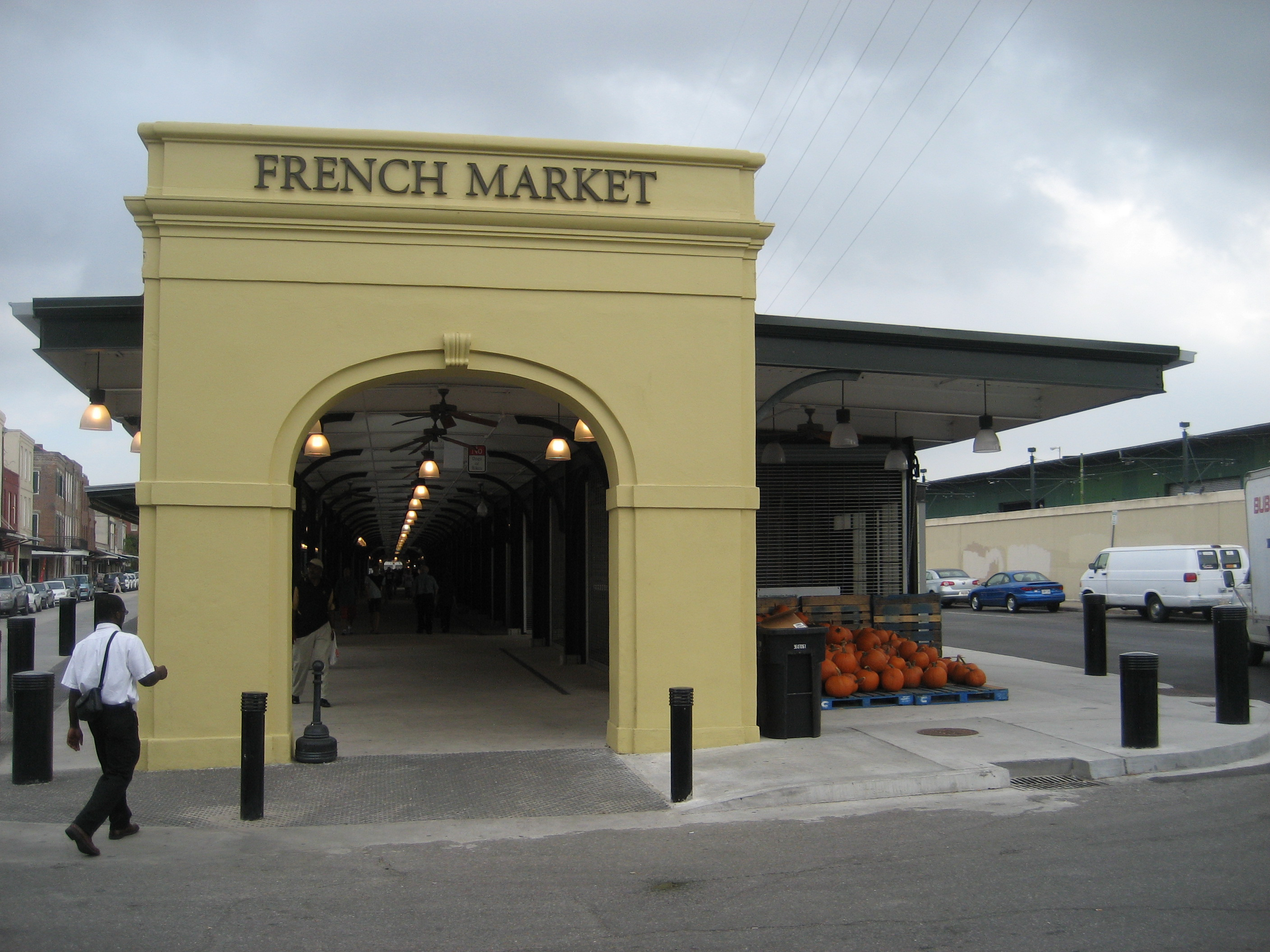
Le French Market à La Nouvelle-Orléans.
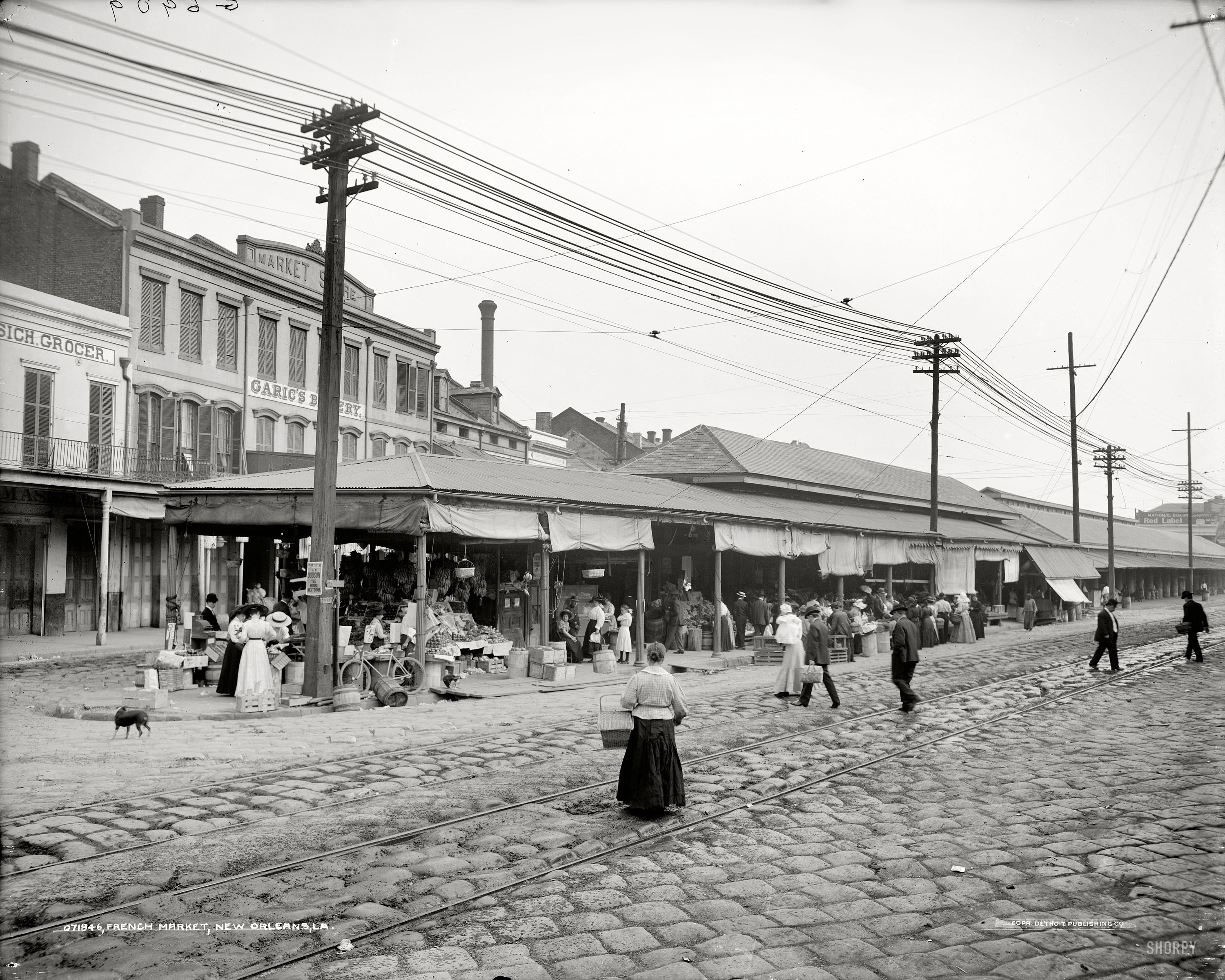
Le French Market en 1910.